# Veľaty
Veľaty es un municipio del distrito de Trebišov en la región de Košice, Eslovaquia, con una población estimada a final del año 2024 de 818 habitantes.
Se encuentra ubicado al este de la región, en la cuenca hidrográfica del río Ondava (afluente del río Bodrog que, a su vez, lo es del Tisza), y cerca de la frontera con la región de Prešov y Hungría.

## Demografía
| Año        | 1994 | 2004    | 2014    | 2024    |
| ---------- | ---- | ------- | ------- | ------- |
| Población  | 849  | 819     | 856     | 818     |
| Diferencia |      | −3,53 % | +4,51 % | −4,43 % |

| Año        | 2023 | 2024    |
| ---------- | ---- | ------- |
| Población  | 829  | 818     |
| Diferencia |      | −1,32 % |